# Hongro-Canadiens
Les Hongro-Canadiens sont les citoyens canadiens d'origine hongroise. Beaucoup de Hongrois ont fui au Canada après l'Insurrection de Budapest en 1956. Un très grand nombre d'entre eux et de leurs descendants sont devenues connus ou reconnus, parmi eux nous pouvons citer : Alanis Morissette, Gabor Szilasi, Robert Lantos, John Kricfalusi ou encore Aaron Voros. 
Il existe une grande communauté hongroise à Toronto, ainsi que deux villes, Esterhazy et Kaposvar, fondées par des groupes de migrants en Saskatchewan.